# 盗まれた接吻
『盗まれた接吻』(ぬすまれたせっぷん、仏: Le Baiser à la dérobée、英: The Stolen Kiss) は、フランスの画家ジャン・オノレ・フラゴナール、または マルグリット・ジェラール、または二人が共同で制作した油彩画である。18世紀の終わりに本作はポーランド・リトアニア共和国の最後の国王であったスタニスワフ・アウグスト・ポニャトフスキに所蔵されていたが、19世紀初めに国王のラズィエンキ宮殿がアレクサンドル1世の所有となったのに際し、ロシア帝国のコレクションに入り、1895年に現在の所蔵先であるサンクトペテルブルクのエルミタージュ美術館に移された。

## 概要

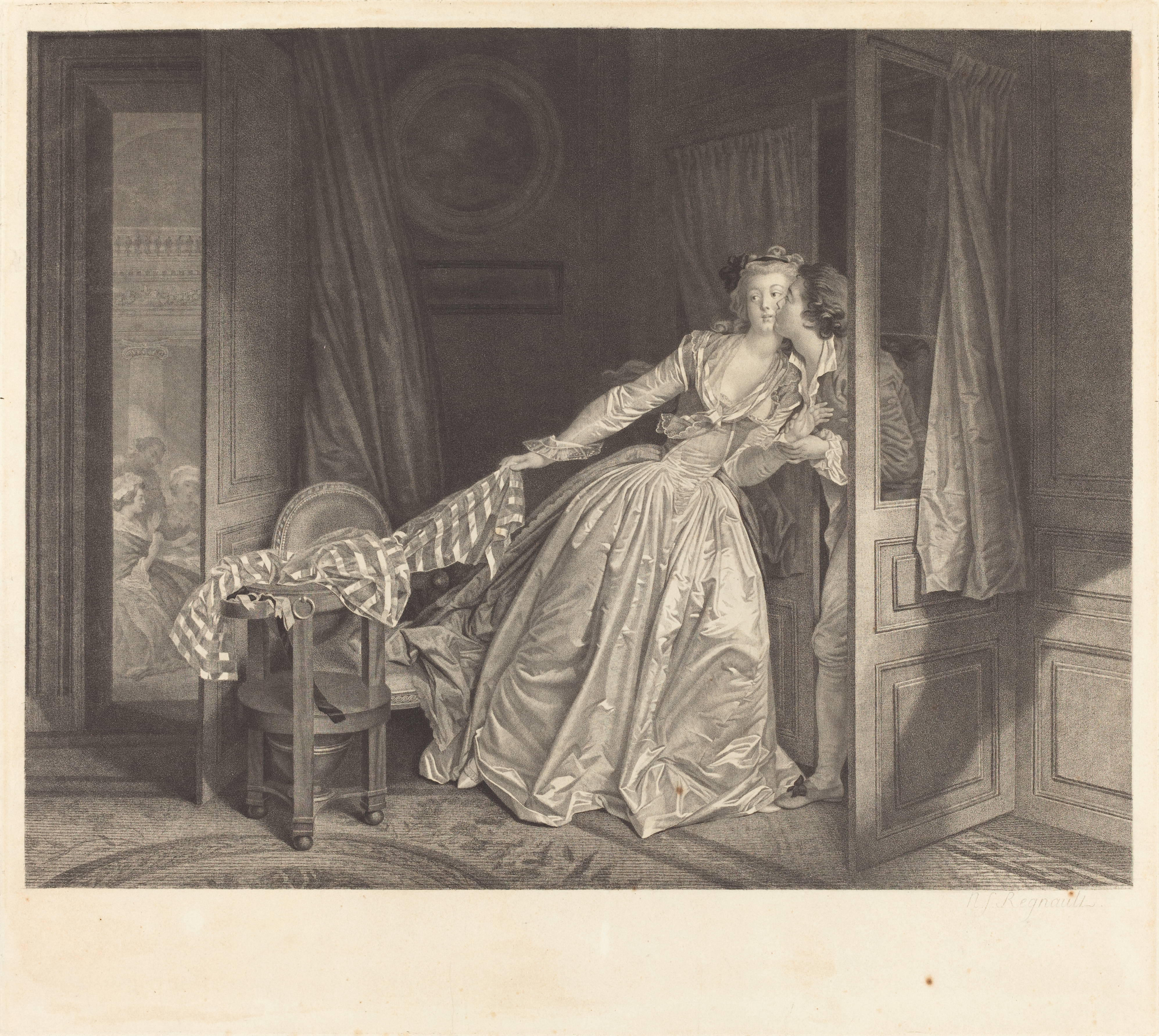
フラゴナールに基づくニコラ・フランソワ・レニョー作『盗まれた接吻』、エッチング、 1788年

本作が最初に言及されたのは、1788年のメルキュール・ド・フランス誌において本作に基づくニコラ・フランソワ・レニョーの版画が掲載されたときである:95。
長年、本作は、ジャック・ルイ・ダヴィッドの新古典主義の様式を取り入れたフラゴナール晩年の作品と考えられてきた。しかし、2002年にフランスの美術史家ピエール・ロザンベールが、イタリアの画家ガエターノ・ガンドルフィの書簡に関する刊行をして以来、作者については熱い議論がなされている。1787年、パリにいたガンドルフィは、ローマの息子に宛てた書簡の中で「(彼は) もはや絵を描いていないが、筆を姪のマルグリット・ジェラールに与えた。私は彼の絵画の1点に『盗まれた接吻』という奇妙なタイトルが付けられた作品を見たのであるが、それは、大部分は彼女によって描かれたものである。彼は若い人々が何を望んでいるか、もはや理解さえしていない」と述べている。
実際には、フラゴナールのもとで学んでいたマルグリット・ジェラールは画家の姪ではなく、画家の妻の妹であった。彼女は自身の母親が亡くなった1775年にフラゴナールの家に同居し、30年間ルーヴルにあったその家に住んだ。彼女の絵画の多くは、彼女の名高い親族や教師の援助によって制作された。この事実から、フラゴナール自身が本作の作者であることに疑いはない。ジェラールによって描かれた詳細な部分は17世紀のハブリエル・メツーやヘラルト・テル・ボルフなどオランダ黄金時代の絵画を想起させ、その上、当時の流行を追ったものである。見事な光沢の絹のサテン、少女の衣装のモヘアとストライプの薄織、オービュソンのカーペットに描かれた美しい絵、ドアと裁縫台の彫りなどにそれが見て取れる。ジェラールは、織物の質感の描写に秀でていたことで名声を得た。